# Даев, Дмитрий Сергеевич
Дми́трий Серге́евич Да́ев (8 декабря 1927, Новосибирск, СССР — 23 апреля 2021, Москва, Россия) —  советский и российский геофизик, доктор технических наук (1972), профессор, декан геофизического факультета МГРИ (1975—1978), соавтор известного учебника «Теория полей, применяемых в разведочной геофизике» (Л. М. Альпин, Д. С. Даев, А. Д.  Каринский, 1985), специалист в области высокочастотного электрического каротажа и теории  поля, заслуженный деятель науки и техники Российской Федерации, почетный нефтяник, член ЕАГО и EAGE.

## Биография
Родился 8  декабря 1927 года в Новосибирске. Его отцом был Сергей Дмитриевич Даев, дед — выпускник Московской духовной академии, кандидат богословия, преподаватель Барнаульского духовного училища — Дмитрий Егорович Даев. Сергей Дмитриевич Даев окончил инженерно-строительное отделение Томского технологического института Императора Николая  II, работал заместителем начальника Западно-Сибирского краевого управления строительного контроля, был другом профессора  Владимира Михайловича Крейтера. Мать — врач Варвара Григорьевна,  дочь железнодорожника Григория Марковича Вайнштейна,  в разное время бывшего заместителем начальника станции Золотухино в Курской губернии, ревизором движения Серпуховского участка Московско-Курской железной дороги, начальником отделения эксплуатации Пермской железной дороги. 
Экзамены на аттестат зрелости сдал в 1944 году экстерном. Поступил в Институт восточных языков при МГУ , проучился в нём 1 год, начал изучать японский язык. В 1945 году переводится в МГРИ, на геологоразведочный факультет. После 4,5 лет обучения продолжил учёбу на геофизическом факультете, специализировался в области поиска радиоактивных полезных ископаемых геофизическими методами. Преддипломную практику он проходил в Западной Абхазии, где исполнял обязанности технического руководителя партии, которая занималась поисками полиметаллических руд в районе месторождений Брдзышха и Дзышра комплексом методов  электроразведки, магниторазведки и металлометрии. 
В 1952 году закончил МГРИ, по рекомендации профессора Александра Игнатьевича Заборовского, поступил в аспирантуру. В 1953–1957 годах молодой специалист занимался исследованиями в Южно-Казахстанской экспедиции в районе хребта Кара-Тау, занимался  разработка шахтного варианта метода радиоволнового просвечивания. В 1956 года  после защиты диссертации Даеву Д. С. присуждается степень  кандидата технических наук. Некоторое время работал ассистентом на кафедре разведочной геофизики МГРИ. С 1958 по 1964  года заведовал лабораторией электроразведки Института геологии и геофизики Сибирского отделения АН СССР, переименованной впоследствии в лабораторию электромагнитных полей. Коллегами Даева Д. С. в те годы были Александр Аркадьевич Кауфман и Леонид Львович Ваньян. В Новосибирске Дмитрий Сергеевич занимался вопросами аэроэлектроразведки и высокочастотного каротажа.
В 1965 г. Д. С. Даев вернулся в Москву и продолжил преподавательскую деятельность в МГРИ, в должности доцента. В  1966 года получил авторское свидетельство на изобретение «Способ диэлектрического индуктивного каротажа скважин». На основе разработок его коллектива «Киевское опытно-конструкторское бюро геофизического приборостроения» создало первую в мире аппаратуру диэлектрического каротажа АДК-1, а затем комплексную двухзондовую аппаратуру КДК. Разработанные им принципы были реализованы в аппаратуре ВИКИЗ, электромагнитном каротаже в процессе бурения, микродиэлектрическом каротаже с аппаратурой EPT и т. д.  Испытания преимущественно проводились на Ромашкинском месторождении нефти в Татарстане. 
В 1972 году защитил диссертацию «Основы высокочастотных электромагнитных методов исследования скважин», став доктором технических наук, а в 1974 году опубликовал известную монографию «Высокочастотные электромагнитные методы исследования скважин». До 1981 года вёл  курс «Теория поля», переданный им Л. М. Альпиным.  С 1975 по 1978 года Д. С. Даев являлся деканом геофизического факультета МГРИ. В  1976–1977 годах в качестве эксперта ООН преподавал в Индии, Османском университете города Хайдарабад. В 1978 года заведующим кафедрой электрических, гравитационных и магнитных методов поисков и разведки месторождений полезных ископаемых, в этой должности проработал до 2002 года. С 1981 по 1983 года — эксперт ООН в Восточной Африке, занимался организацией обучения геофизической специальности в Танзании. В 2017 году прекращает преподавательскую деятельность. 
Умер 23 апреля 2021 года, в Москве.

### Публикации
Книги
- Даев Д. С. Высокочастотные электромагнитные методы исследования скважин. — М.: Недра, 1974. — 192 с.
- Альпин Л. М., Даев Д. С., Каринский А. Д. Теория полей, применяемых в разведочной геофизике. — М.: Недра, 1985. — 407 с.

Статьи
- Каринский А. Д., Даев Д. С. Влияние локальных объектов на результаты электроразведки методом сопротивлений; опыт математического моделирования // Геофизика. — 2017. — № 1. — С. 35—44. — ISSN 1681-4568.
- Каринский А. Д., Даев Д. С. Об областях пространства, существенно влияющих на результаты измерений в электромагнитных методах // Геофизика. — 2012. — № 6. — С. 42—53. — ISSN 1681-4568.
- Каринский А. Д., Даев Д. С., Мазитова И. К. Математическое моделирование С-эффекта и Р-эффекта в методах сопротивлений электроразведки // Геофизика. — 2014. — № 1. — С. 36—45. — ISSN 1681-4568.
- Каринский А. Д., Даев Д. С. Результаты 2D-моделирования для зондов электромагнитного и электрического каротажа при различной толщине прослоев в макроанизотропных пластах // Геофизика. — 2011. — № 3. — С. 32—42. — ISSN 1681-4568.
- Каринский А. Д., Даев Д. С. Математическое моделирование на основе решения прямой задачи каротажа сопротивления при произвольном положении токового электрода в скважине и анизотропии среды // Геология и геофизика. — 2016. — Т. 57, № 10. — С. 1875—1884. — ISSN 0016-7886. — doi:10.15372/GiG20161007.